# 日本共産党常任活動家の墓
日本共産党常任活動家の墓(にほんきょうさんとうじょうにんかつどうかのはか)は、日本共産党の専従活動家と議員のための共同墓地である。希望する者のみが合葬の対象とされており、日本共産党の専従活動家・議員経験者の全員がここに葬られるわけではない。
東京都八王子市上川霊園内の小高い丘の上に設けられており、墓碑には、日本共産党の党章と、日本共産党中央委員会議長(当時)宮本顕治の揮毫による｢不屈の戦士ここに眠る　日本共産党中央委員会活動家の墓｣の文字が刻まれている。
1986年7月12日、日本共産党中央委員会の働き手の共同墓地として創設され、除幕式と第1回合葬の式がとり行われた。1990年、同じ名称のまま、全国の都道府県・地区委員会でともに働いたひとびとをふくむ全国の常任活動家(専従職員)の共同墓地として発展させられた。
毎年合同追悼式が行われ、合葬者を偲んでいる。毎回の合同追悼式ごとに新たな合葬者を加えており、2013年10月2日の第28回合葬追悼式では新たに175人が合葬され、合わせて3286人が葬られている。
なお、日本共産党の地方組織の中には｢日本共産党○○県活動家の墓｣といった同様の共同墓所や墓碑を有しているところもある。
| 名称                               | 所在地                           | 建立年 | 備考 |
| ---------------------------------- | -------------------------------- | ------ | ---- |
| 北海道で活動した日本共産党員の墓碑 | 北海道札幌市南区、藤野聖山園内   |        |      |
| 日本共産党宮城県活動家の墓         | 宮城県仙台市青葉区、みやぎ霊園内 | 1988年 |      |
| 日本共産党奈良県委員会活動家の墓   | 奈良県平群町、星ノ尾墓地内       |        |      |
| 和歌山県日本共産党活動家の墓       | 和歌山県和歌山市秋葉町           |        |      |